# The Navajo's Bride
Pour plus de détails, voir Fiche technique et Distribution.
The Navajo's Bride est un film muet américain réalisé par Sidney Olcott, sorti en 1910 avec Gene Gauntier et Robert G. Vignola dans les rôles principaux.

## Fiche technique
- Titre original : The Navajo's Bride
- Réalisateur : Sidney Olcott
- Société de production : Kalem Company
- Pays : États-Unis
- Longueur : 930 pieds
- Date de sortie :
  -  États-Unis : 1er juin 1910 (New York)

## Distribution
- Gene Gauntier -
- Robert G. Vignola

## À noter
- Une copie est conservée à l'Eye Film Institute, la cinémathèque d'Amsterdam. Elle provient de la collection de Desmet.